# Stadttunnel Feldkirch
Der Stadttunnel Feldkirch ist ein Straßenbauprojekt in Vorarlberg, das der Verkehrsentlastung sowie Reduzierung der Luftschadstoffbelastung im Raum Feldkirch und Frastanz dienen soll.
Das Projekt umfasst vier Tunneläste (Felsenau, Tisis, Tosters und Altstadt), die durch einen zentralen unterirdischen Kreisverkehr verbunden sind. Die vorbereitenden Bauarbeiten begannen im Herbst 2019. Die Fertigstellung ist für 2030 geplant.

## Ausgangssituation und Geschichte
Feldkirch ist ein bedeutendes Verwaltungs-, Wirtschafts- und Bildungszentrum sowie Standort des Schwerpunktkrankenhauses Feldkirch. Aufgrund seiner topografischen Lage fungiert die Stadt als Verkehrsknotenpunkt in Richtung Fürstentum Liechtenstein und Schweiz, sowohl für den Pendler- als auch für den Schwerverkehr. Dies trägt dazu bei, dass Feldkirch eine der höchsten Stickoxidbelastungen in Österreich aufweist. Seit 2005 gilt die Stadt gemäß dem Immissionsschutzgesetz – Luft (IG-L) als Sanierungsgebiet.
Ein besonders belasteter Bereich ist die Bärenkreuzung im Stadtzentrum, die täglich von 40.000 bis 50.000 Fahrzeugen passiert wird und zu den verkehrsreichsten Kreuzungen Vorarlbergs zählt. Über mehrere Jahrzehnte wurden verschiedene Lösungsansätze für die Verkehrssituation diskutiert. 2009 entschieden sich schließlich die Stadt Feldkirch, die Marktgemeinde Frastanz und das Land Vorarlberg gemeinsam für die Umsetzung des Stadttunnel-Projekts.

### Chronologie
- 1970er-Jahre: Erste Überlegungen zu einer Anbindung Liechtensteins an das österreichische Autobahnnetz über eine Liechtensteiner Schnellstraße (S17) werden nicht weiterverfolgt.
- 1992–1998: Das Projekt Letzetunnel – als Südumfahrung von der Autobahn bis zum Grenzübergang Tisis – wird diskutiert, ausgearbeitet und vom BMVIT (Bundesministerium für Verkehr, Innovation und Technologie; seit 2020 BMK Bundesministerium für Klimaschutz, Umwelt, Energie, Mobilität, Innovation und Technologie) als Bestvariante bestätigt.
- 2005: Das Land Vorarlberg, die Stadt Feldkirch und die Marktgemeinde Frastanz entscheiden sich für ein konsensorientiertes Planungsverfahren.
- 2005 – 2008: Im Rahmen der „Verkehrsplanung Feldkirch Süd“ werden 15 Straßenoptionen untersucht.
- 2009: Der „Stadttunnel Feldkirch“ (Variante 5.3) geht daraus als Bestvariante hervor. Stadt Feldkirch, Marktgemeinde Frastanz und Land Vorarlberg stimmen der Umsetzung zu.
- 11. September 2013: Einreichung Umweltverträglichkeitserklärung (UVE)[2][3][4][5]
- 21. Juli 2015: Positiver UVP-Bescheid in erster Instanz[6]
- 24. Juni 2019: Bestätigung des UVP-Bescheids in zweiter Instanz: Diese Bestätigung durch das Bundesverwaltungsgerichts[7] stellt eine „konsumierbare Baubewilligung“ dar.[8][9][10]
- 2019/20: Die ersten vorbereitenden Baumaßnahmen werden durchgeführt (Steinsatz in der Ill und Weicheneinbau, Umlegung L191a Schulbrüderareal).
- 1. Dezember 2020: Die Vorarlberger Landesregierung gibt 23 Mio. Euro für weitere Teilbaulose frei.[11]
- 2021: Weitere vorbereitende Maßnahmen werden umgesetzt: Lärmschutzwand Fellengatter, temporäre Lärmschutzwand Duxgasse/PH, Baubeginn Radwegbrücke Blödlebach, Anschlag Erkundungsstollen Altstadt. Das Infozentrum Stadttunnel Feldkirch wird eröffnet.
- 8. März 2022: Der Österreichische Verwaltungsgerichtshof weist den Revisionsantrag der Projektgegner zurück. Dieser Entscheid markiert den Abschluss des „außerordentlichen Rechtsweges“ vor den Höchstgerichten.[12]
- Juli 2022: Die Landesregierung fasst am 19. Juli 2022 den Baubeschluss für die erste Bauetappe (mit dem unterirdischen Ringtunnel sowie den Zulaufästen Felsenau, Altstadt, und Tisis).[13] Mit dem Erkundungsstollen Tisis und dem Umbau im Portalbereich Felsenau beginnen die letzten vorbereitenden Maßnahmen.
- Dezember 2024: Die Vorarlberger Landesregierung beschließt die zweite Bauetappe (Tunnelast Tosters) und damit Umsetzung des Gesamtprojekts. Zugleich werden die Bauarbeiten für Haupttunnel vergeben.[14]
- Februar 2025: Baubeginn der Hauptarbeiten am Stadttunnel[15]
- 2030: Geplante Fertigstellung und Inbetriebnahme

## Der Stadttunnel Feldkirch
Der Stadttunnel Feldkirch umfasst einen bergmännischen Kreisverkehr mit Lüftungsschacht sowie vier Zulauftunnel. Die Gesamtlänge des Tunnelsystems beträgt 3.950 Meter.

### Tunnelstruktur
- Bergmännischer Kreisverkehr: Der unterirdische Kreisverkehr hat einen Durchmesser von 70 Metern und verbindet als Ringtunnel die vier Tunneläste. Die Fahrbahn ist einspurig und 6,5 Meter breit, ergänzt durch beidseitige erhöhte Seitenränder von je einem Meter.
- Tunnelast und Portal Felsenau: Das Tunnelportal Felsenau stellt die Verbindung zur Vorarlberger Straße (L190) in Richtung Bludenz und zur Autobahnanschlussstelle Feldkirch-Frastanz her. Der Tunnelast ist 893 Meter lang.
- Tunnelast und Portal Altstadt: Der Tunnelast Altstadt stellt die Verbindung zur Innenstadt sowie zum Landeskrankenhaus Feldkirch her. Der zugehörige Tunnelast hat eine Länge von 289 Metern. Ein 2021 errichteter Erkundungsstollen mit einer Länge von 270 Metern wird im Rahmen der Hauptarbeiten am Stadttunnel zu einem Flucht- und Rettungstunnel umgebaut.
- Tunnelast und Portal Tisis: Das Portal Tisis bindet die Liechtensteiner Straße (L191a) sowie den Grenzübergang Schaanwald an. Der Tunnelast ist 1.598 Meter lang. Der 2022/23 errichtete Erkundungsstollen (1.212 Meter) wird ebenfalls zu einem Flucht- und Rettungstunnel ausgebaut.
- Tunnelast und Portal Tosters: Das Portal Tosters erschließt das Betriebsgebiet Kapfweg sowie eine zusätzliche Zufahrt zum Landeskrankenhaus Feldkirch über die „Hohle Gasse“. Der Tunnelast ist 903 Meter lang.
- Lüftungsbauwerk: Das Lüftungsbauwerk dient der Tunnelentlüftung und integriert zudem ein Löschwasserbecken. Es liegt größtenteils unterirdisch, wobei der oberirdische Schachtkopf begrünt wird.

### Umweltverträglichkeitsprüfung
Der Stadttunnel Feldkirch ist das erste Straßenbauprojekt in Vorarlberg, für das eine Umweltverträglichkeitsprüfung (UVP) gemäß dem österreichischen UVP-Gesetz beantragt wurde. In einem mehrjährigen Verfahren wurde die Umweltverträglichkeit des Projekts in zwei Instanzen bestätigt. Die Prüfung umfasste die Auswirkungen auf Umwelt, Natur, Landschaft, Menschen sowie auf Wirtschaft und Tourismus.
Am 11. September 2013 wurden die Unterlagen für die UVP eingereicht, und am 21. Juli 2015 erging der positive UVP-Bescheid. Dieser Bescheid enthält umfassende Auflagen für Bau und Betrieb des Stadttunnels.
Im Juni 2019 bestätigte das Bundesverwaltungsgericht in zweiter Instanz die Genehmigung des Projekts, womit der Rechtsweg in dieser Instanz abgeschlossen war.
Gegner des Projekts versuchten daraufhin, über den Verfassungsgerichtshof (VfGH) und den Verwaltungsgerichtshof (VwGH) eine aufschiebende Wirkung zu erwirken, was einem vorläufigen Baustopp entsprochen hätte. Der VfGH wies sowohl den Antrag auf aufschiebende Wirkung als auch die Beschwerde selbst zurück. Der VwGH lehnte den Antrag auf aufschiebende Wirkung ebenfalls ab, entschied jedoch nicht in der Hauptsache. Am 3. März 2022 wurde der Revisionsantrag endgültig abgewiesen.

### Projektleitung und Kosten
Die Planung und Umsetzung des Stadttunnels Feldkirch liegt bei der Abteilung Straßenbau des Landes Vorarlberg, beauftragt durch das Land Vorarlberg und die Stadt Feldkirch.
Die Finanzierung des Projekts wird durch Mittel des Bundes (Finanzausgleich) sowie Beiträge des Landes Vorarlberg, der Stadt Feldkirch und der illwerke vkw gedeckt. Im Februar 2025 wurde die Kostenschätzung aus dem Jahr 2022 aktualisiert. Die Projektgesamtkosten, die Grundablösen, Dienstleistungen und Baukosten beinhalten, belaufen sich nach aktuellem Stand auf rund 367 Millionen Euro mit einer Schwankungsbreite bis circa 385 Millionen Euro. Als Gründe für die Kostensteigerung gelten die unerwartet hohe allgemeine Preissteigerung seit 2022 und die Folgen der mehrjährigen Genehmigungsverfahren. Das Land Vorarlberg plant Einsparungsmaßnahmen, um die Mehrkosten zu begrenzen.
Die Verteilung der Projektkosten stellt sich wie folgt dar:
- Land Vorarlberg: ca. € 312 Mio.
- FAG-Mittel (Bund): ca. € 40 Mio.
- Stadt Feldkirch: ca. € 12 Mio.
- Vorarlberger Energienetze GmbH: ca. € 3 Mio.

## Baufortschritt

### Vorbereitende Maßnahmen
Die vorbereitenden Arbeiten für den Bau des Stadttunnels Feldkirch begannen im Herbst 2019.
- Weiche für Bahnverladungsanlage: Im Oktober 2019 wurde in der Felsenau eine 80 Meter lange Steinschlichtung in der Ill errichtet. Im April 2021 installierten die ÖBB eine Weiche, um einen Anschluss ans Hauptgleis zu ermöglichen.[19] Diese dient dem Abtransport des Ausbruchmaterials, das während der Bauphase des Haupttunnels anfällt. Über ein eingehaustes Förderband wird das Material auf die andere Seite der Schlucht transportiert und dort auf der reaktivierten Westbahntrasse automatisch in Waggons verladen.
- Umlegung Schillerstraße/L191a: Zwischen März und Oktober 2020 wurde die Schillerstraße im Bereich der Pädagogischen Hochschule und des Gymnasiums verlegt. Im Zuge dessen wurde die stark frequentierte Verbindung nach Liechtenstein vom Schulhof abgerückt und so die Sicherheit für Schülerinnen und Schüler erhöht. Gleichzeitig wurde der Straßenverlauf an die zukünftige Verkehrssituation beim Tunnelportal „Altstadt“ angepasst. Außerdem wurden eine Busspur sowie ein vier Meter breiter Geh- und Radweg geschaffen.[20] Zudem entstand die neue Verbindung „Schulbrüderstraße“, die die Zufahrt zum Landeskrankenhaus verbessert und die Kreuzung an der Pruggergasse entlastet. Zusätzlich wurden die Steuerung der Verkehrslichtsignalanlage entlang der L191a sowie alte Kanäle und Wasserleitungen erneuert.
- Lärmschutzwand Fellengatter: Von Februar bis September 2021 wurde entlang des Blödlebachs die 470 Meter lange und vier Meter hohe Lärmschutzwand „Fellengatter“ errichtet.[21]
- Temporäre Lärmschutzwand Duxgasse/Pädagogische Hochschule: Zwischen Juli und September 2021 entstand eine temporäre, bis zu sechs Meter hohe Lärmschutzwand im Bereich Duxgasse/Pädagogische Hochschule, um das Schulzentrum Schillerstraße während der Bauarbeiten am Erkundungsstollen Altstadt und am künftigen Tunnelportal Altstadt vor Baulärm zu schützen. Diese Wand wird nach Abschluss der Arbeiten wieder entfernt.
- Erkundungsstollen Altstadt: Um das geologische Risiko beim späteren Tunnelvortrieb zu minimieren und die Kostensicherheit zu erhöhen, werden parallel zum Haupttunnel Erkundungsstollen mit geringem Querschnitt errichtet. Diese Stollen sollen später gemäß den aktuellen Sicherheitsvorgaben als Flucht- und Wartungstunnel ausgebaut werden. Die Vorbereitungen für den Erkundungsstollen Altstadt begannen im Juli 2021, der Vortrieb erfolgte zwischen November 2021 und April 2022.[22] Im Rahmen dieses Bauabschnitts wurden auch vorbereitende Arbeiten durchgeführt, um die 110-kV-Leitung der Vorarlberger Energienetze GmbH nach Fertigstellung des Stadttunnels durch den Tunnel zu führen und die bestehende Freileitung Frastanz–Gisingen zu ersetzen. Diese Maßnahme dient sowohl der Erhöhung der Versorgungssicherheit als auch der Verbesserung des Landschaftsbildes.
- Radwegbrücke Blödlebach mit Radweg: Im Rahmen des Projekts Stadttunnel Feldkirch sind umfangreiche Maßnahmen zur Verbesserung der Radweginfrastruktur vorgesehen. So wird die überörtliche Radwegverbindung zwischen Feldkirch und Frastanz im Bereich Felsenau/Fellengatter neu geführt. Die bisherige Trassenführung quert an unübersichtlicher Stelle die Abfahrtsrampe L190/Göfner Brücke und verläuft nur durch ein Geländer getrennt direkt an der stark befahrenen L190. Um den Radverkehr aus dem Baustellenbereich herauszuhalten und eine kreuzungsfreie, abgerückte Führung zu ermöglichen, wird der Blödlebach mittels einer rund 17 Meter langen Brücke überquert. Parallel dazu verlegt die Vorarlberger Energienetze GmbH zwei 110 kV-Leitungen in einem Düker neben der Brücke und unterhalb des künftigen Radweges am Illufer, was Teil der Erdverlegung der bisherigen Freileitung zwischen Fellengatter und Tosters ist. Der Neubau der Radwegbrücke und der anschließenden Radwegrampe, mit einer Gesamtlänge von ca. 270 Metern inklusive flussseitiger Steinschlichtung als Böschungssicherung, wurde ab Herbst 2021 in zwei Etappen durchgeführt. Zunächst erfolgten der Rohbau der Brücke, der Radwegbau und die Böschungssicherung – diese Trasse diente vorübergehend als Baustellenzufahrt für das Folgebaulos „Umbau Frastanz Felsenau“. Anschließend wurden der Radwegbelag, die Brückenausrüstung und Begrünungsarbeiten realisiert. Die Freigabe der Radwegbrücke zusammen mit der neuen Radwegunterführung ist für den Sommer 2025 geplant.
- Baustelleneinrichtung Felsenau: Die Baustelleneinrichtung für den Haupttunnel in der Felsenau umfasst verschiedene bauliche Anlagen auf dem Gelände des landeseigenen Bauhofs, darunter Lärmschutzwände und Baubüros. Vorab wurden Baufeldfreimachungsarbeiten durchgeführt, die den Abbruch des Salzsilos, einer Lagerhalle, eines Flugdachs sowie des Nordflügels des Zentralgebäudes umfassten. Zwischen März und Juni 2022 wurde eine etwa 7.600 Quadratmeter große Baustelleneinrichtungsfläche inklusive einer temporären Baustellenzufahrt, abgeschirmt durch Lärmschutz-, Staubschutz- und Sichtschutzwände, errichtet. Zudem wurden die Zufahrt zum künftigen Flucht- und Wartungstunnel Tisis sowie Ersatzparkplätze für eine angrenzende Wohnanlage eingerichtet.[23]
- Erkundungsstollen Tisis inklusive Lärmschutz: Die Baustelleneinrichtungsfläche mit eigener Baustellenzufahrt und abschirmenden Lärmschutzwänden wurde im Frühjahr und Sommer 2022 hergerichtet.[24] Im September 2022 begannen die Vorbereitungen für den zweiten Erkundungsstollen. Der Anschlag des insgesamt rund 1.200 Meter langen Sondierstollens erfolgte am 2. Dezember 2022, seine Fertigstellung im November 2023, zwei Monate vor dem geplanten Termin.[25] Auch dieser Erkundungsstollen soll im Zuge der Hauptarbeiten zu einem Flucht- und Rettungsstollen ausgebaut werden.
- Umbau Frastanz Felsenau: Der Stadttunnel Feldkirch wird gemäß der genehmigten Einreichplanung vom Portal Felsenau aus aufgefahren. Zur Vorbereitung des Portalbereichs sind umfangreiche Baumaßnahmen erforderlich, darunter die Umlegung der Vorarlberger Straße (L190) sowie Anpassungen der bestehenden Verkehrsinfrastruktur. Im Zuge der Maßnahmen wurde eine neue Radwegführung geschaffen, um eine Entflechtung des Radverkehrs vom motorisierten Individual- und Lkw-Verkehr zu ermöglichen. Eine rund 190 Meter lange, architektonisch gestaltete Radwegunterführung ersetzt die bisherige Querung der L190 und verbessert die Verkehrssicherheit. Da der Vorportalbereich des Stadttunnels in der beengten Felsenauschlucht liegt, wurde die bestehende Auffahrtsrampe zur Göfner Brücke durch eine neue Rampenbrücke mit einer Spannweite von rund 20 Metern ersetzt. Diese Brücke überquert die zukünftige Tunnelzufahrt und sichert weiterhin die Anbindung von Göfis und Fellengatter. Sie verfügt zudem über einen kombinierten Geh- und Radweg.[26]

### Bau des Haupttunnels
Nach Abschluss der vorbereitenden Maßnahmen begannen im Februar 2025 die Arbeiten am Haupttunnel. Zunächst werden die Baustelleneinrichtung und die logistische Infrastruktur eingerichtet. Der eigentliche Tunnelvortrieb soll im Herbst 2025 starten und voraussichtlich bis Sommer 2028 andauern. Parallel dazu ist bis Anfang 2029 der Innenausbau vorgesehen, gefolgt von der technischen Ausstattung des Tunnels, darunter Beleuchtung, Belüftung, Verkehrsleit- und Notrufsysteme, in den Jahren 2029 und 2030. Die Fertigstellung des Stadttunnels ist für das Jahr 2030 geplant.
Die Bauarbeiten erfolgen im Rahmen eines Allianzvertrags, einem kooperativen Vertragsmodell, das bereits beim Bau des Erkundungsstollens Tisis angewendet wurde. Dabei konnten die ursprünglich veranschlagten Baukosten um nahezu zehn Prozent unterschritten werden.

## Entlastungswirkung
Der Stadttunnel Feldkirch soll stark frequentierte Straßenabschnitte sowie angrenzende Siedlungsgebiete von Verkehrsbelastung, Lärm und Luftschadstoffen entlasten. Da Feldkirch über keine Umfahrungsstraße verfügt – im Gegensatz zu Bregenz mit dem Pfändertunnel –, führt der Durchgangsverkehr zwischen Vorarlberg und Liechtenstein durch das Stadtgebiet.
Die verkehrlichen und umweltbezogenen Auswirkungen des Stadttunnels wurden im Rahmen der Umweltverträglichkeitsprüfung (UVP) durch unabhängige Gutachter untersucht und bewertet.

### Verkehr
Mit der Inbetriebnahme des Stadttunnels wird der Durchgangsverkehr unterirdisch geführt, wodurch eine Entlastung der L191a Liechtensteiner Straße und der L190 Vorarlberger Straße zwischen der Bärenkreuzung und Felsenau sowie der Grenzübergänge in Tosters und Nofels erwartet wird. Prognosen zufolge könnte das Verkehrsaufkommen im Bereich der Bärenkreuzung um etwa 25 % und der Schwerverkehr um bis zu 60 % reduziert werden.
Auch für den Ortsteil Letze in Frastanz wird eine deutliche Verkehrsentlastung prognostiziert. Derzeit fährt fast 70 % des Verkehrs durch dieses Gebiet, insbesondere während der abendlichen Spitzenzeiten. Mit dem Stadttunnel könnte der Durchgangsverkehr dort um mehr als zwei Drittel verringert werden.
Die Verkehrsentwicklung und die tatsächliche Entlastungswirkung werden von der zuständigen Umweltverträglichkeitsprüfungsbehörde (UVP-Behörde) mehrfach kontrolliert: ein Jahr vor sowie ein, zwei und fünf Jahre nach der Inbetriebnahme. Sollte das Verkehrsaufkommen im entlasteten Straßennetz höher ausfallen als prognostiziert, sind zusätzliche Maßnahmen vorgesehen. Eine dauerhafte Reduktion des Lkw-Verkehrs auf bestehenden Straßen wird durch eingeführte Lkw-Fahrverbote sichergestellt.

### Emissionen und Lärm
Der Stadttunnel Feldkirch ist ein Infrastrukturprojekt, das insbesondere die Anwohner entlang der Stadteinfahrt in der Felsenau, im Bereich der Bärenkreuzung sowie entlang der Liechtensteiner Straße von Verkehrsemissionen entlasten soll. Zur Dokumentation möglicher Veränderungen der Luftqualität hat die zuständige Behörde eine lufthygienische Beweissicherung vorgeschrieben. Die Luftqualität wird vor, während und nach der Bauphase im gesamten Projektgebiet überwacht.
Die im Tunnel entstehenden Verkehrsemissionen werden größtenteils über ein Lüftungsbauwerk am Stadtschrofen abgeführt. Untersuchungen zufolge kommt es in Bodennähe bis zu einer Höhe von zehn Metern zu keiner relevanten Veränderung der Luftqualität. Auch für die nächstgelegenen Anwohner sind keine wesentlichen Auswirkungen auf die Luftgüte zu erwarten. Das Lüftungsbauwerk ist überwiegend unterirdisch angelegt, und die entstehende Abwärme soll weiterverwendet werden.
Etwa 8.000 Anwohner – rund ein Fünftel der Bevölkerung Feldkirchs – sollen durch den Stadttunnel von Verkehrslärm entlastet werden. Für weniger als ein Prozent der Einwohner ist hingegen eine Zunahme der Lärmbelastung prognostiziert, wobei die Lärmimmissionen unter den geltenden Grenzwerten des Österreichischen Arbeitsrings für Lärmbekämpfung (ÖAL) liegen.

## Begleitmaßnahmen und städtebauliche Entwicklung
Der Stadttunnel Feldkirch soll zur Entlastung der Hauptverkehrsachsen im Stadtgebiet beitragen und eine nachhaltige Reduktion des Durchgangsverkehrs ermöglichen. Um dieses Ziel zu erreichen, sind umfangreiche Begleitmaßnahmen vorgesehen. Dazu zählen unter anderem gezielte LKW-Fahrverbote, um den Schwerverkehr in den Tunnel zu verlagern. Dies schafft Raum für die Neugestaltung öffentlicher Flächen, darunter Begegnungszonen und begrünte Aufenthaltsbereiche, mehr Platz für Fußgänger und Radverkehr sowie bessere Voraussetzungen für den öffentlichen Busverkehr. Durch diese Maßnahmen soll die Verkehrssicherheit insgesamt erhöht werden.
Die geplanten Begleitmaßnahmen umfassen straßenpolizeiliche Vorgaben (z. B. LKW-Durchfahrtsverbote, Geschwindigkeitsreduktionen), verkehrsorganisatorische Anpassungen (z. B. optimierte Verkehrslenkung mittels Ampelanlagen) sowie bauliche Veränderungen (z. B. Neugestaltung von Zentrumsbereichen in den Stadtteilen Tosters und Tisis).
Geplante Maßnahmen in ausgewählten Stadtbereichen:
- Schillerstraße (Illbrücke bis Portal Altstadt): Die Schillerstraße wurde verlegt und vom Schulzentrum abgerückt. Zudem wurden eine Busspur sowie ein Geh- und Radweg errichtet. Die neu geschaffene Verbindung „Schulbrüderstraße“ verbessert die Zufahrt zum Landeskrankenhaus und entlastet die Pruggergasse
- Schlossgraben: Zwischen Saalbaugasse und Wichnergasse ist eine Neugestaltung des Straßenraums geplant, um mehr Platz für Fußgänger und Radverkehr zu schaffen. Zudem wurde die Fußwegverbindung zwischen Bahnhof und Innenstadt durch eine sicherere Querung der L190 verbessert.
- Letze-Fellengatter: Die 110-kV-Hochspannungsleitung der Vorarlberger Energienetze GmbH wird zwischen Felsenau und dem Kloster in den Tunnel verlegt. Dies soll die Versorgungssicherheit erhöhen und gleichzeitig das Landschaftsbild durch den Wegfall der Hochspannungsmasten verbessern.
- Bärenkreuzung: Eine Neuorganisation der Fahrspuren soll Busse und Radverkehr bevorzugen. Frei werdende Flächen können für Schutzwege oder Radstreifen genutzt werden.
- Einfahrt Felsenau: Die Radverbindung zwischen Feldkirch und Frastanz entlang der stark frequentierten L190 wird zum Illufer hin verlegt. Eine neue Trassenführung mit einer Radwegbrücke und einer Unterführung ermöglicht eine kreuzungsfreie Führung des Radverkehrs am Tunnelportal Felsenau vorbei.
- Ortszentrum Tisis und Tosters: Das Zentrum von Tosters wurde bereits 2019 umgestaltet und verkehrsberuhigt. Für das Ortszentrum von Tisis sind ähnliche Maßnahmen zur Aufwertung vorgesehen

Die unterirdische Verkehrsführung ermöglicht es, zentrale Straßenräume – insbesondere in den Stadtteilzentren – neu zu gestalten und aufzuwerten sowie den öffentlichen Verkehr weiter auszubauen. Im Sommer 2024 stellte die Stadt Feldkirch das Zukunftskonzept „Feldkirch2030plus“ vor, das alle städtebaulichen und verkehrsplanerischen Maßnahmen im Hinblick auf die Eröffnung des Stadttunnels im Jahr 2030 zusammenfasst.

## Infozentrum Stadttunnel Feldkirch
Für die interessierte Öffentlichkeit wurde auf dem Gelände des ehemaligen Sportplatzes beim Schulbrüderareal in Feldkirch (Carinagasse/Ecke Prosswaldenweg) ein Informationszentrum eingerichtet. Seit der Eröffnung am 8. November 2021 bietet es Schautafeln, Videos und einen virtuellen Tunnelflug, um über das Projekt und dessen Auswirkungen auf Mensch und Umwelt zu informieren.
Darüber hinaus steht eine Ombudsstelle als Anlaufstelle für Fragen und Anliegen rund um die laufenden Baumaßnahmen sowie das Gesamtprojekt zur Verfügung.